# Alosterna perpera
Alosterna perpera là một loài bọ cánh cứng trong họ Cerambycidae.